# Mr. & Mrs. Smith (2005)
Mr. and Mrs. Smith is een Amerikaanse actiekomedie uit 2005 onder regie van Doug Liman. De film werd genomineerd voor onder meer de Saturn Award voor beste actie/avontuur/thriller en de People's Choice Award voor favoriet filmduo (Brad Pitt en Angelina Jolie).

## Verhaal
John en Jane Smith zijn voor het oog van de buitenwereld een doorsnee stel. In realiteit zijn ze allebei vermaarde huurmoordenaars. Omdat ze voor verschillende organisaties werken, weten ze dit ook van elkaar niet. Totdat ze elkaars doelwit worden...

## Rolverdeling
| Acteur            | Personage      |
| ----------------- | -------------- |
| Brad Pitt         | John Smith     |
| Angelina Jolie    | Jane Smith     |
| Adam Brody        | Benjamin Danz  |
| Vince Vaughn      | Eddie          |
| Kerry Washington  | Jasmine        |
| Chris Weitz       | Martin Coleman |
| Rachael Huntley   | Suzy Coleman   |
| Michelle Monaghan | Gwen           |
| Stephanie March   | Julie          |
| Jennifer Morrison | Jade           |
| Theresa Barrera   | Janet          |
| Perrey Reeves     | Jessie         |
| Melanie Tolbert   | Jamie          |
| Jerry T. Adams    | Bewaker        |

## Trivia
- De rol van Jane Smith zou oorspronkelijk gespeeld worden door Nicole Kidman en Gwen Stefani werd ook overwogen.
- De rol van John was eerst toegewezen aan Johnny Depp, maar deze weigerde. Ook Will Smith werd overwogen.
- Op het moment dat de Smiths 'The Tank' ondervragen, kan men zien dat 'The Tank' een T-shirt aanheeft van Fight Club, een film waarin Brad Pitt de hoofdrol speelde.
- Tijdens de opnames van de film werden Jolie en Pitt verliefd op elkaar, waarna Pitt scheidde van Jennifer Aniston.